# Renault R29
El Renault 29 és el monoplaça que l'escuderia Renault va utilitzar durant la temporada 2009 de Fórmula 1, va ser pilotat per Fernando Alonso, Nelson Piquet Jr. i en el final, Romain Grosjean que substitueix a Piquet Jr. després des les vacances d'estiu.
El monoplaça fou construït sobre la nova regulació on no permetia penjadors aerodinàmics, de manera que el cotxe no podia obtenir bons resultats com abans. L'escuderia aconsegueix el podi amb Fernando Alonso en el Gran Premi de Singapur.
El monoplaça obté el vuitè lloc amb 26 punts.

## Resultats complets
| Any  | Xassis      | Motor               | Neumàtics | Pilots            | 1   | 2    | 3   | 4   | 5   | 6   | 7   | 8   | 9   | 10  | 11  | 12  | 13  | 14  | 15  | 16  | 17  | Punts | Posició final |
| ---- | ----------- | ------------------- | --------- | ----------------- | --- | ---- | --- | --- | --- | --- | --- | --- | --- | --- | --- | --- | --- | --- | --- | --- | --- | ----- | ------------- |
| 2009 | Renault R29 | Renault RS27 2.4 V8 | B         |                   | AUS | MYS‡ | XIN | BHR | ESP | MON | TUR | GBR | ALE | HON | EUR | BEL | ITA | SIN | JPN | BRA | ABU | 26    | 8è            |
| 2009 | Renault R29 | Renault RS27 2.4 V8 | B         | Fernando Alonso   | 5   | 11   | 9   | 8   | 5   | 7   | 10  | 14  | 7   | Ret | 6   | Ret | 5   | 3   | 10  | Ret | 14  | 26    | 8è            |
| 2009 | Renault R29 | Renault RS27 2.4 V8 | B         | Nelson Piquet Jr. | Ret | 13   | 16  | 10  | 12  | Ret | 16  | 12  | 13  | 12  |     |     |     |     |     |     |     | 26    | 8è            |
| 2009 | Renault R29 | Renault RS27 2.4 V8 | B         | Romain Grosjean   |     |      |     |     |     |     |     |     |     |     | 15  | Ret | 15  | Ret | 16  | 13  | 18  | 26    | 8è            |